# Kollumerland c.a.
Kollumerland c.a. former grietenij Hollandiában, Frízföld tartományban. Lakosainak száma 12 827 fő (2018. január 1.).

## Földrajza
Kollumerland c.a. Dongeradeel, Zuidhorn, Dantumadiel és Achtkarspelen községekkel határos.